# Llista de mamífers de la vall del Rialb
Aquesta llista de mamífers de la vall del Rialb inclou el nom científic i el nom en català de mamífers que viuen a la vall del riu Rialb i la zona del municipi de la Baronia de Rialb. La llista s'ha fonamentat en alguns estudis bibliogràfics, comentaris personals de coneixedors de la zona, en la Base de dades de la Biodiversitat (BIOCAT) del Departament de Medi Ambient i en l'obra Els grans mamífers de Catalunya i Andorra, elaborat sobre una quadrícula UTM de 10x10 km.
- El ratolí casolà (Apodemus sylvaticus).
- El cabirol (Capreolus capreolus).
- El cérvol (Cervus elaphus).
- La daina (Dama dama)
- La musaranya comuna (Crocidura russula).
- La musaranya etrusca (Suncus etruscus).
- La rata cellarda (Eliomys quercinus).
- El gat fer (Felis silvestris).
- La geneta (Genetta genetta).
- La llebre (Lepus europaeus).
- La llúdria (Lutra lutra).
- La fagina (Martes foina).
- El teixó (Meles meles).
- El talpó (Microtus duodecimcostatus).
- El voliac d'orelles trencades (Myotis emarginatus).
- El ratolí domèstic (Mus musculus).
- El ratolí (Mus spretus).
- La mostela (Mustela nivalis).
- La fura de bosc comuna (Mustela putorius).
- El conill (Oryctolagus cuniculus).
- La rata comuna (Rattus norvegicus).
- L'esquirol (Sciurus vulgaris).
- El porc fer (Sus scrofa).
- La guineu (Vulpes vulpes).